# Guillaume de Danemark (1687-1705)
Guillaume de Danemark et de Norvège (en danois : Vilhelm af Danmark og Norge), né le 21 février 1687 au château de Copenhague (royaume du Danemark et de Norvège) et décédé le 23 novembre 1705 dans le même château, était un prince dano-norvégien.

## Biographie
Le prince Guillaume était le cinquième enfant du roi Christian V de Danemark et de Norvège et de Charlotte-Amélie de Hesse-Cassel.
Décédé à l'âge de 18 ans aux suites d'une maladie, il ne s'est jamais marié et n'eut aucun enfant.

### Articles liés
- Christian V